# Hypargos
Hypargos là một chi chim trong họ Estrildidae.